# Ansonia endauensis
Ansonia endauensis es una especie de anfibios de la familia Bufonidae.
Habita en el parque nacional Endau-Rompin de Malasia Peninsular. 